# بازدید (فیلم)
بازدید (لهستانی: Rewizyta) یک فیلم درام لهستانی به کارگردانی کشیشتف زانوسی است که در سال ۲۰۰۹ منتشر شد.

## گزیدهٔ بازیگران
- مایا کوموروفسکا
- یان نووینسکی
- دانیل اولبریخسکی
- زبیگنیف زاپاشیه‌ویچ
- تادئوش برادتسکی
- ماوگوژاتا زایاژکوفسکا